# Terry Borcheller
Terry Borcheller (ur. 22 marca 1966 w Hialeah) – amerykański kierowca wyścigowy.

## Kariera
Borcheller rozpoczął karierę w międzynarodowych wyścigach samochodowych w 1991 roku od startów w SCCA National Championship Runoffs T1 oraz Escort World Challenge - Super Sport. W Escort World Challenge - Super Sport odniósł jedno zwycięstwo. Uzbierane 89 punktów pozwoliło mu zdobyć tytuł wicemistrza serii. W późniejszych latach Amerykanin pojawiał się także w stawce SCCA World Challenge, Motorola Cup, American Le Mans Series, Grand American Rolex Series, 24-godzinnego wyścigu Le Mans, Star Mazda, Grand-Am Cup GS, Ford Racing Mustang Challenge for the Miller Cup, Grand-Am Rolex Sports Car Series, Continental Tire Sports Car Challenge, 24h Daytona oraz United Sports Car Championship.

## Wyniki w 24h Le Mans
| Rok  | Zespół                | Partnerzy                          | Samochód              | Klasa | Okr. | Poz. | Klasa Pos. |
| ---- | --------------------- | ---------------------------------- | --------------------- | ----- | ---- | ---- | ---------- |
| 2001 | Saleen-Allen Speedlab | Franz Konrad Oliver Gavin          | Saleen S7-R           | GTS   | 246  | 18   | 3          |
| 2002 | Konrad Motorsport     | Toni Seiler Franz Konrad           | Saleen S7-R           | GTS   | 266  | 26   | 7          |
| 2003 | Risi Competizione     | Anthony Lazzaro Ralf Kelleners     | Ferrari 360 Modena GT | GT    | 269  | 26   | 8          |
| 2006 | ACEMCO Motorsports    | Johnny Mowlem Christian Fittipaldi | Saleen S7-R           | GT1   | 337  | 12   | 7          |
| 2008 | Team Modena           | Christian Fittipaldi Jos Menten    | Aston Martin DBR9     | GT1   | 302  | 30   | 8          |